# Кибер-Спасское
Ки́бер-Спа́сское — деревня в Калачинском районе Омской области. Входит в состав Воскресенского сельского поселения.

## История
Основана в 1869 году переселенцами из Вологодской губернии. В 1928 году деревня Кибер-Спасская состояла из 168 хозяйств, основное население — зыряне. В административном отношении являлась центром Кибер-Спасского сельсовета Калачинский район Омского округа Сибирского края.

## Население
| 2002 | 2010 |
| ---- | ---- |
| 177  | ↘123 |